# شورش نیروهای دموکراتیک سوریه در شمال حلب
شورش نیروهای دموکراتیک سوریه در شمال حلب به مبارزه مسلحانه که توسط نیروهای دموکراتیک سوریه پس از عملیات شاخه زیتون سال ۲۰۱۸ نیروهای مسلح ترکیه و ارتش آزاد سوریه (تحت حمایت ترکیه) انجام شد، اشاره دارد.